# وولونگبار، نیو ساوت ولز
وولونگبار (به انگلیسی: Wollongbar) یک شهرک در استرالیا است که در نیو ساوت ولز واقع شده‌است.